# Dama amb un ermini
Dama amb un ermini és un quadre renaixentista de Leonardo da Vinci. Està pintat a l'oli sobre taula, i fa 54 cm d'alçada i 39 cm d'amplada. Data d'entre els anys 1485 i 1490. La pintura s'exposa al Museu Czartoryski, Cracòvia, Polònia.